# Franco-Vlaamse School
De Franco-Vlaamse School, Vlaamse Polyfonie of Nederlandse School is een stijlrichting van polyfone vocale muziek die in Europa overheerste van de 14e tot de 16e eeuw als opvolger van de strenge Gregoriaanse muziek.

## Algemeen
Een nationalistische reflex ligt wellicht aan de oorsprong van de onderscheiden benamingen die Nederlandse, Franse en Vlaamse muziekwetenschappers voor de polyfonisten uit de Lage Landen hebben bedacht. De benamingen dekken overigens beslist dezelfde lading waar het de stijlen, periodes en componisten betreft. Zo is de "Nederlandse School" of de "Nederlandse polyfonisten" als verzamelnaam bedacht door muziekwetenschappers van het jonge "Verenigd Koninkrijk der Nederlanden", dat van 1814 tot 1830 de huidige Benelux-landen herenigde, voor een periode waar de term Nederlanden nog niet bestond. Aan het begrip "Franco-Vlaamse School" wordt dan ook om voor de hand liggende redenen door vooral Franse musicologen de voorkeur gegeven, hoewel de term historisch noch actueel steek houdt. De Leuvense professor, dr. Ignace Bossuyt, lanceerde het begrip "Vlaamse polyfonisten" mogelijk vanuit dezelfde reflex, maar wel toepasselijk op de periode toen fiaminghi ('Vlamingen') de gangbare benaming was voor alle bewoners van wat nadien de Bourgondische Nederlanden werd genoemd.
Aangezien de toenmalige landsgrenzen enige vergelijking met de landsgrenzen vandaag niet geheel plegen te doorstaan, kan het begrip "Nederlands" voor verwarring zorgen. Weinig van de componisten die onder deze noemer worden samengebracht, zijn immers geboren op het grondgebied van het huidige Koninkrijk der Nederlanden. Het begrip "Nederlands" slaat uitdrukkelijk op de Lage Landen, die grotendeels overeenstemmen met de huidige Benelux-landen plus Frans-Vlaanderen, Frans-Henegouwen, Picardië en Artesië. Verreweg de meeste en belangrijkste componisten zijn geboren in de historische graafschappen Vlaanderen en Henegouwen en in het hertogdom Brabant. Gedurende periodes van politieke stabiliteit in de 15e en 16e eeuw, m.a.w. tussen twee oorlogen in, waren deze gewesten binnen de Nederlanden het kerngebied van alle noemenswaardige economische en daarmee ook culturele activiteit, alhoewel niet alle centra tezelfdertijd even toonaangevend waren over de hele periode. Tegen het einde van de 16e eeuw was het kerngebied van muzikale vernieuwing niet alleen naar Italië verlegd, maar ook met autochtone Italianen bemand (Jacopo Peri, Carlo Gesualdo, Claudio Monteverdi).
Ofschoon de componisten geboren waren in de Lage Landen, vonden ze meestal emplooi buiten de Nederlanden, met name in Italië, Frankrijk, het Heilig Roomse Rijk (Duitsland, Oostenrijk, Bohemen, ...), Spanje, Engeland, Hongarije, Denemarken en andere delen van Europa. De verspreiding van hun componeerstijl, in de hand gewerkt door de revolutionaire ontwikkelingen op het gebied van de muziekdrukkunst vanaf 1501, creëerden de eerste werkelijk internationale stijl sinds de opgelegde eenvormigheid van de Gregoriaanse gezangen in de 9e eeuw.
Muzikaal gezien begint het tijdperk van de Vlaamse polyfonie met de waarneming van de terts en de sext als reine intervallen (in de middeleeuwen werden alleen het octaaf en de kwint als rein beschouwd).
De muzikale hegemonie der Frans-Vlaamse polyfonisten werd een halt toegeroepen op het concilie van Trente, waar van de kerkmuziek de goede verstaanbaarheid gevergd werd, terwijl polyfone composities in eerste instantie op klinkerprofielen zijn gericht. Vanaf dan neemt het belang van de Italiaanse muziek en haar invloed buiten dat schiereiland gestadig toe om vervolgens gedurende een tweetal eeuwen, en in weerwil van een a posteriori hoog ingeschatte Duitse concurrentie van Schütz over Buxtehude tot Bach, in de perceptie van tijdgenoten stand te houden.

## Indeling
Binnen de Franco-Vlaamse/Nederlandse School worden vaak vijf generaties onderscheiden als ijkpunten om vat te krijgen op de rijke materie en de stijlevolutie. 645 namen zijn bekend.

### De Nulgeneratie (circa 1380-1420)
De Nederlandse polyfonisten die omstreeks 1400 actief waren, worden vaak niet tot de eerste generatie componisten van de Nederlandse School. Derhalve worden ze hier verzameld als de nulgeneratie. Deze polyfonisten waren vaak afkomstig uit de Romaans- en Nederlandstalige gebieden van het historische Prinsbisdom Luik en vaak actief buiten de Nederlanden, zoals in Italië waar zij al een behoorlijke reputatie opbouwden.
- Hugo Boy Monachus
- Johannes Ciconia
- Martinus Fabri
- Nicolas Grenon
- Johannes de Limburgia
- Mattheus Sanctus
- Petrus Vinderhout

### Eerste Generatie of Eerste Vlaamse School (circa 1420-1460)
Deze periode wordt ook de Bourgondische School genoemd. De muziek uit deze periode wordt gekenmerkt door isoritmiek en het toenemend belang van de vierstemmigheid. De mis wordt een autonome muzikale vorm.
Belangrijke componisten uit de Bourgondische School zijn:
- Johannes Brassart
- Gilles Binchois
- Simon le Breton
- Antoine Busnois
- Guillaume Dufay
- Thomas Fabri
- Hayne van Ghizeghem
- Arnoldus de Lantins
- Hugo de Lantins
- Robert Morton
- Johannes Pullois
- Jacobus Vide

### Tweede Generatie of Tweede Vlaamse School (circa 1460-1490)
Een keuze van componisten uit deze periode:
- Alexander Agricola
- Jannes Agricola
- Eloy d'Amerval
- Jacobus Barbireau (Barbirianus)
- Jacobus Barle
- Loyset Compère
- Petrus Elinc
- Jean Japart
- Johannes Martini
- Johannes Ghiselin (Verbonnet)
- Johannes Ockeghem
- Johannes Stockem (Jean de Prato, Stochem)

### Derde Generatie of Derde Vlaamse School (circa 1490-1520)
Vanaf de derde generatie trokken veel componisten naar Italië. Muzikaal wordt de gelijkwaardigheid van alle stemmen nagestreefd. De vroegste Italiaanse drukken bevatten werk van componisten uit de Nederlanden en bevorderen de verspreiding van hun stijl, net zoals de fraai verluchte handschriften uit het atelier van Petrus Alamire (Petrus Imhof), door het Bourgondisch-Habsburgse hof als relatiegeschenken over alle toenmalige vooraanstaande vorstenhuizen verspreid.
Belangrijke componisten uit deze periode zijn:
- Petrus Alamire (Petrus Imhoff, Imhove, Van den Hove)
- Noel Bauldeweyn
- Antoine Brumel
- Nicolaes Craen
- Josquin des Prez (Després)
- Heinrich Isaac
- Colinet de Lannoy
- Erasmus Lapicida (Steinschneider)
- Nicolas Liégeois (Nicolas Champion dit le Liégeois)
- Johannes Lupi
- Jacob Obrecht
- Matthaeus Pipelare
- Pierre de la Rue (Van Straeten, de Vico, Platensis)
- Paulus de Roda (Paulus de Broda, Pa(u)wels van Rode)
- Colijn Sampson [bron?]
- Gaspar van Weerbeke

### Vierde Generatie of Vierde Vlaamse School (circa 1520-1560)
In de Vierde Vlaamse School verdringen de vijf- en zesstemmigheid de vierstemmigheid. De majeur- en mineurtoonsoorten en de klassieke harmonieleer met regels voor het opheffen van dissonante klanken komen op. Terwijl de componisten uit de Nederlanden nog steeds over heel Europa uitzwermen, ontstaan nu - een aantal decennia nadat Ottaviano Petrucci in 1501 in Venetië voor de eerste keer een bundel met polyfone muziek publiceert - in de Nederlanden, met name in Antwerpen (Susato) en Leuven (Phalesius), de eerste op polyfone muziek gerichte muziekuitgeverijen van enige omvang.
Een keuze uit de componisten uit deze periode:
- Benedictus Appenzeller
- Jakob Arcadelt (Jachet Arkadelt, Hercadelt, Arcadet, Arcadente, Jacobus Flandrus)
- Antoine Barbe
- Josquin Baston (Joannes Baston)
- Cornelis Boscoop
- Arnold von Bruck
- Jacobus Clemens non Papa
- Thomas Crecquillon
- Gheerkin de Hondt (Ge(r)rit, Gheerart, Gerryt de Hont)
- Theodor Evertz
- Franciscus Florius
- Nicolas Gombert
- Joest Hectre
- Lupus Hellinck (Wulfaert)
- Georgius Hompe
- Pierken Jordain
- Joannes de Latre (Petit Jean, Jean Petit)
- Gherardus Mes
- Servaes van der Meulen (Servaes vander Muelen)
- Rogier Pathie
- Salmier
- Adrianus Scockaert
- Carolus Souliaert (Swillaert)
- Tielman Susato (Tylman, Tielmann)
- Gerardus van Turnhout
- Hieronymus Vinders (Jheronimus)
- Adriaan Willaert
- Jan van Wintelroy
- Joannes Zacheus

### Vijfde Generatie of Vijfde Vlaamse School (circa 1560-1600)
In de tweede helft van de 16e eeuw is de Franco-Vlaamse stijl over geheel Europa verbreid en niet meer aan de Nederlanden gebonden.
Een keuze uit de componisten uit deze periode:
- Jan Belle
- Severin Cornet
- Ludovicus Episcopius (Ludovicus de Bisschop)
- Noé Faignient (Noë, Noel Faignient)
- Jacobus Florii
- Balduin Hoyoul
- Orlando di Lasso (Roland de Lassus, Roland de Lâtre)
- Jacobus de Kerle
- Claude Lejeune
- Philippus de Monte
- Andreas Pevernage
- Jacob Regnart
- Philippe Rogier
- Mathieu Rosmarin (Mateo Romero)
- Cypriano de Rore
- Jan Tollius (Joannes Tollius)
- Gerardus van Turnhout
- Jan van Turnhout (Jean Jacques de Turnhout)
- Jacobus Vaet
- Hubert Waelrant
- Giaches de Wert (Jacques de Wert, Jacob Werth, Jacob Vuert)

### Nabloei (circa 1600-1630)
Tot de nabloei van de Vlaamse School behoort de vocale muziek van Jan Pieterszoon Sweelinck, Cornelis Schuyt, Cornelis en Jan Verdonck of die van Spanjes laatste kapelmeester van de Capilla Flamenca voor die werd ontbonden, Mathieu Rosmarin (Matteo Romero).